# Xalitla azteca
Xalitla azteca là một loài bọ cánh cứng trong họ Cerambycidae.